# Distribuidora Nacional de Publicações
Distribuidora Nacional de Publicações (Dinap) é uma empresa de distribuição e comercialização do Grupo Abril. Além dos produtos da Editora Abril, distribui e comercializa produtos de outras editoras para mais de 32 mil pontos de venda em todo o Brasil, através de uma rede de distribuidores regionais. Em 2009, a Dinap se fundiu com a Fernando Chinaglia, dando origem a Treelog Logística, em 2016, as empresas são absorvidas pela Total Express, empresa de logística que também pertence ao Grupo Abril.